# Hammer to Fall
«Hammer to Fall» (укр. «Падаючий молот») — пісня британського рок-гурту «Queen». Її написав гітарист Браян Мей, пісня стала восьмим треком альбому гурту «The Works» 1984 року. Пісня стала четвертим і останнім синглом альбому «The Works». Синглова версія пісні була скорочена на 48 секунд, на відміну від альбомної версії. Для упаковки цього синглу використовувалися різні конверти, конверт з зображенням живого виступу гурту тепер є колекційним предметом. У пісні відлунює звучання «Queen» старих часів, вона побудована навколо жорсткого гітарного рифу. Головний вокал пісні виконав Фредді Мерк'юрі.
Пісня досягла 3 позиції у чарті Південної Африки та 13 позиції у Великій Британії. Пісня також була представлена у фільмі «Горець», для якого гурт склав пісні. Музичне відео до пісні зняли в Брюсселі під час «The Works Tour», барабанщик Роджер Тейлор у ньому одягнений у футболку великого розміру з написом («CHOOSE LIFE»), створену Катаріною Хамнетт.
«Hammer to Fall» була фаворитом на концертах, це третя пісня, яку гурт виконав на концерті «Live Aid» у 1985 році. Пісня увійшла у сет-лист композицій як під час «The Works Tour», так і «The Magic Tour». Повна альбомна версія пісні увійшла до збірки «Queen Rocks», а синглова версія увійшла до збірок «Greatest Hits II» і «Classic Queen».

## Про пісню
Слова декількох куплетів пісні мають стосунок до епохи холодної війни, в якій члени гурту росли та жили, що підживлювало популярну концепцію, що пісня про ядерну війну: 

Так як ми, які виросли високими і гордими

У тіні хмари від атомного вибуху,

Упевнені, що нас ніхто не почує,

Ми хочемо кричати все голосніше і голосніше і голосніше.

За що ми боремося, чорт забирай?

О, тільки здайся — і болю не буде,

У тебе є час тільки на молитви,

Поки чекаєш, що молот впаде
Оригінальний текст (англ.)
For we who grew up tall and proud
 In the shadow of the mushroom cloud
 Convinced our voices can't be heard
 We just wanna scream it louder and louder and louder

What the hell we fighting for
 Just surrender and it won't hurt at all
 You've just got time to say your prayers
 While you're waiting for the Hammer to Fall

Термін "очікування падаючого молота" ("waiting for the hammer to fall") у пісні взяли для позначення очікувань громадськості того, що холодна війна стане «гарячою», або, альтернативно, як посилання на радянський «серп і молот».
Пісня також містить посилання на смерть і її неминучість:

Багатий, бідний чи відомий

Своєю правдою, це все одне і теж, о ні, о ні

О, і замкнеш двері, але проливний дощ все одно

Проникне до тебе через віконну раму, о ні, о ні

Малюк, і вся твоя боротьба даремна
Оригінальний текст (англ.)
Rich or poor or famous for

Your truth it's all the same, oh no, oh no

Oh lock your door but rain is pouring

Through your window pane, oh no, yeah

Baby, now your struggle's all vain

Питання про значення пісні було вичерпно вирішене, коли Браян Мей написав на своєму вебсайті, що у "«Hammer to Fall» дійсно йдеться про життя та смерть, і усвідомлення смерті як невіддільної частини життя", і що "падаючий молот символізує тільки смерть, що робить свою роботу!".

## Відеокліп
Відеокліп до цієї пісні поставив Девід Меллет, його зняли в концертному форматі. Однак звук був студійним. Знімання відбувалося 24 серпня під час концерту «Queen» в брюссельському закладі «Forrest Nationale». Кліп починається з показу Браяна Мея, що бере на гітарі перші акорди. Далі з'являється Фредді Мерк'юрі і починає співати. Під час виконання гітарного соло Браяна, Фредді на час залишає сцену. І переважно показують гітариста. Далі знову з'являється Фредді. Він доспівує пісню. Відбуваються вибухи феєрверків і кліп закінчується.

## Живе виконання
«Hammer to Fall» стала фаворитом концертів, вона була третьою піснею у сет-листі гурту на концерті «Live Aid», після «Bohemian Rhapsody» та «Radio Ga Ga». Живі версії пісні у 1980-х роках також зазвичай служили можливістю для гастролей клавішника Спайка Едні з появою на сцені, де він грав на ритм-гітарі, оскільки зазвичай його не було видно через гру за клавішними. «Hammer to Fall» увійшла в сет-лист гастролів «The Works Tour» і «The Magic Tour».
На концерті пам'яті Фредді Мерк'юрі у 1992 році співак Гарі Чероне з гурту «Extreme» виконав пісню з «Queen» та Тоні Айоммі з гурту «Black Sabbath», попередньо виконавши низку інших пісень «Queen» зі своїм власним гуртом.
У 2005 році під час проєкту виступів «Queen + Пол Роджерс» зіграли іншу версію першої частини пісні у стилі балади.

## Інше використання
- Пісня згадується у науково-фантастичній книзі 1987 року «Томмінокери» Стівена Кінга.[12]
- Частина пісні чується під час сцени фільму «Горець» 1986 року.[13]
- Пісня була доступна для завантаження 7 грудня 2010 року для використання в музичній ігровій платформі «Rock Band 3» як в основному ритмі, так і в режимі PRO, який дозволяє використовувати справжню гітару, бас-гітару і MIDI-сумісні електронні набори ударних інструментів та клавішних на додаток до вокалу.
- Частина пісні чується під час сцени шостого епізоду другого сезону серіалу «Дивні дива» американського провайдера «Netflix».[14]
- Пісня звучить в біографічному фільмі «Богемна рапсодія», де відтворюється виступ «Queen» на «Live Aid».

## Музиканти
- Фредді Мерк'юрі – головний вокал, бек-вокал;
- Браян Мей – електрогітара, бек-вокал;
- Роджер Тейлор – ударні, бек-вокал
- Джон Дікон – бас-гітара, бек-вокал
- Фред Мендель – синтезатор.

## Чарти
| Чарт (1984)                                 | Позиція |
| ------------------------------------------- | ------- |
| Австралія (Kent Music Report)               | 55      |
| Польща (Lista Przebojów Programu Trzeciego) | 24      |
| Південна Африка                             | 3       |
| Велика Британія (UK Singles Chart)          | 13      |

| Чарт (1992)                       | Позиція |
| --------------------------------- | ------- |
| США (Mainstream Rock) (Billboard) | 35      |

| Чарт (2018)                                       | Позиція |
| ------------------------------------------------- | ------- |
| США (Hot Rock Songs) (Billboard) Live Aid version | 23      |